# V355 Андромеды
V355 Андромеды (лат. V355 Andromedae), HD 4134 — двойная затменная переменная звезда типа Алголя (EA) в созвездии Андромеды на расстоянии (вычисленном из значения параллакса) приблизительно 383 световых лет (около 118 парсеков) от Солнца. Видимая звёздная величина звезды — от +8m до +7,69m. Орбитальный период — около 4,7184 суток. Возраст звезды определён как около 1,5 млрд лет.

## Характеристики
Первый компонент (HD 4134A) — жёлто-белая звезда спектрального класса F5. Видимая звёздная величина звезды — +7,9m. Масса — около 1,623 солнечной, радиус — около 1,98 солнечного, светимость — около 8,398 солнечных. Эффективная температура — около 6576 К.
Второй компонент (HD 4134B) — жёлтая звезда спектрального класса G. Видимая звёздная величина звезды — +8,9m Эффективная температура — около 5346 К. Удалён на 1,5 угловой секунды.

## Планетная система
В 2019 году учёными, анализирующими данные проектов HIPPARCOS и Gaia, у звезды обнаружена планета.